# Spirit of the Horn
Spirit of the Horn ist ein Jazzalbum von Slide Hampton und der Posaunen-Formation World of Trombones. Die vom 3. bis 5. Mai 2002 in der Kunst- und Bildungseinrichtung Manchester Craftsmen's Guild, Pittsburgh, entstandenen Aufnahmen erschienen am 25. Februar 2003 auf dem Label McG Jazz.

## Hintergrund
Spirit of the Horn war die erste Gelegenheit seit mehr als 20 Jahren für Slide Hampton, mit seinem Ensemble World of Trombones ein Album aufzunehmen, auch wenn er mit der Formation in der Zwischenzeit aufgetreten war. Hampton erweiterte seine Formation für diesen Anlass von neun auf 13 Posaunisten, darunter vier Bassposaunen und sein eigenes Instrument; hinzu kam eine vierköpfige Rhythmusgruppe.
Slide Hampton hatte für World of Trombones die ersten sieben Nummern und „Bues for Eric“ arrangiert; die weiteren Arrangements stammten von Todd Bashare (Herbie Hancocks „Dolphin Dance“), Bassposaunist Max Seigel („Walkin'-N-Rhythm“, basierend auf das durch Miles Davis bekannte „Walkin’“) und von David Gibson (seine eigene Komposition, „Maya“). Hampton ist Solist in J. J. Johnsons „Lament“ und in der Hommage des Ensembles an Charlie Parker, „April in Paris“. Zudem liefert er sich ein Duell mit Bill Watrous in „Cherokee“ und mit dem Veteranen Benny Powell in „Basin Street Blues“. Watrous wiederum ist Solist in „Cherokee“, „A Flower Is a Lonesome Thing“. Unterstützt werden Slide Hampton, Bill Watrous und die anderen Blechbläser (Jay Ashby, Michael Boschen, Steve Davis, Hugh Fraser, David Gibson, Andre Hayward, Benny Powell, Isaac Smith, an der Posaune, sowie die Bassposaunisten Tim Newman, Douglas Purviance, Max Seigel, David Taylor) von einer Rhythmusgruppe bestehend aus Pianist Larry Willis, Gitarrist/Banjoist Marty Ashby, Bassist John Lee und Schlagzeuger Victor Jones.

## Titelliste

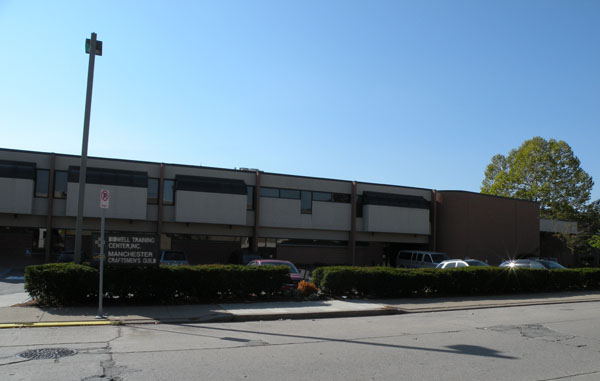
Das Kunst- und Bildungszentrum Manchester Craftsmen's Guild in Pittsburgh

- Slide Hampton and the World of Trombones with Special Guest Bill Watrous: Spirit of the Horn (MCG Jazz MCGJ1011)[2]

1. Cherokee (Ray Noble) 4:53
2. All in Love Is Fair (Stevie Wonder) 5:09
3. A Flower Is a Lovesome Thing (Billy Strayhorn) 6:24
4. Tribute Suite: Lament/Basin Street Blues (J. J. Johnson / Spencer Williams) 5:45
5. Tribute Suite: April in Paris (Vernon Duke / Yip Harburg) 4:36
6. Tribute Suite: Lester Leaps In (Lester Young) 6:11
7. Tribute Suite: Moment's Notice (John Coltrane) 5:10
8. Tribute Suite: Dolphin Dance (Herbie Hancock) 7:13
9. Walkin’ -n- Rhythm (Gene Ammons, arr. Max Seigel) 7:17
10. Maya (David Gibson) 6:03
11. Blues for Eric (Slide Hampton) 8:27

## Rezeption

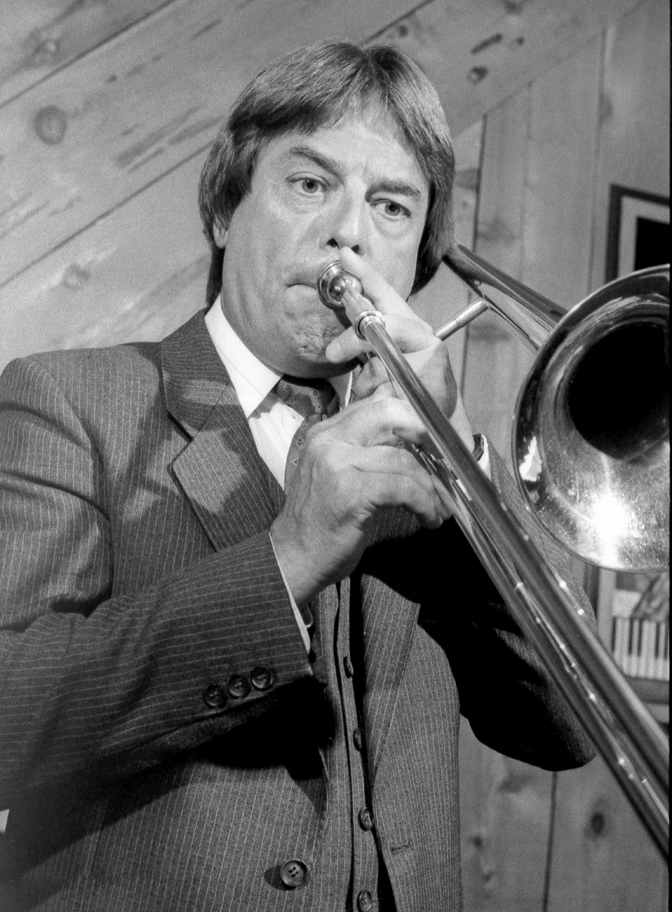
Bill Watrous bei einem Auftritt in der Bach Dancing & Dynamite Society, Half Moon Bay 1989

Richard S. Ginell verlieh dem Album in Allmusic viereinhalb Sterne und schrieb, Hampton zaubere eine feine, weiche, robuste Reihe von Texturen, jedoch nicht ohne die charakteristischen kantigen Dissonanzen, die seinem Klang einen markanter Zug geben, wie in dem fast unheimlichen, bassbetonten „A Flower Is a Lovesome Thing“. Hampton, der ein paar Tage vor diesem Gig 70 Jahre alt geworden war, klinge immer noch ziemlich agil und behaupte sich mit dem beeindruckenden Bill Watrous auf einer rasanten Verfolgungsjagd durch „Cherokee“. Das Herzstück des Albums sei eine Reihe von sechs Jazzstandards, nicht wirklich eine einheitliche Suite an sich; jeder Standard hätte in das Line-up eingefügt werden können, ohne das Konzept zu stören.
Nach Ansicht von Jack Bowers, der das Album in All About Jazz rezensierte, sei dies eine malerische Aufführung von Slide Hamptons '
World of Trombones beim Konzert in der Manchester Craftsmen's Guild in Pittsburgh gewesen. Slide Hampton hätte dafür ein Dutzend der Besten des Landes versammelt, darunter Bill Watrous, Gastsolist in Ray Nobles „Cherokee“, Billy Strayhorns „A Flower Is a Lovesome Thing“ und seinem eigenen „Blues for Eric“. Hampton sei nicht nur selbst ein großartiger Spieler, sondern wisse auch, wie man das Beste aus einem Ensemble dieser Größe mit Arrangements herausholt, die die Reichweite und natürliche Schönheit der Bläser betonen und auch swingen würden.